# 坎察赫
坎察赫是德国巴登-符腾堡州的一个市镇。总面积11.20平方公里，总人口472人，其中男性232人，女性240人（2011年12月31日），人口密度42人/平方公里。